# Taça de Portugal de 1998–99
A Taça de Portugal 1998-99 foi 59ª edição da Taça de Portugal, competição sob alçada da Federação Portuguesa de Futebol.
A  final foi realizada a 19 de Junho de 1999, no Estádio Nacional do Jamor, entre Sport Clube Beira-Mar, de Aveiro e o Sporting Clube Campomaiorense, de Campo Maior.
O resultado da final foi 1-0 favorável ao Beira-Mar, que assim conquistou a Taça de Portugal pela primeira vez na sua história.

## Oitavos de Final
| Visitado             | Resultado           | Visitante         |
| Boavista             | 3 - 2               | Gil Vicente       |
| Caçadores das Taipas | 1 - 2               | Esposende         |
| Marítimo             | 5 - 1               | GD Pevidém        |
| Alverca              | 0 - 3               | Campomaiorense    |
| Moreirense           | 3 - 2               | Maia              |
| Beira-Mar            | 1º: 1 - 1 2º: 2 - 1 | União de Leiria   |
| Vitória de Setúbal   | 4 - 1               | Paços de Ferreira |

## Quartos de Final
| Visitado   | Resultado           | Visitante          |
| Esposende  | 1 - 0               | Boavista           |
| Marítimo   | 1º: 2 - 2 2º: 0 - 0 | Campomaiorense     |
| Moreirense | 1º: 1 - 1 2º: 0 - 1 | Beira-Mar          |
| Torreense  | 1º: 0 - 0 2º: 0 - 3 | Vitória de Setúbal |

## Meias-Finais
| Visitado  | Resultado | Visitante          |
| Esposende | 0 - 2     | Campomaiorense     |
| Beira-Mar | 1 - 0     | Vitória de Setúbal |

## Final
| 19 de Junho, de 1999 | Beira-Mar     | 1 – 0 | Campomaiorense | Estádio Nacional do Jamor, Lisboa Público: Árbitro: Lucílio Batista |
|                      | Ricardo Sousa |       |                |                                                                     |

## Campeão
| Taça de Portugal 1998-99 |
| ------------------------ |
| Beira-Mar 1º Título      |